# Sándor Erdős
Sándor Erdős (* 21. August 1947 in Budapest) ist ein ehemaliger ungarischer Degenfechter.

## Erfolge
Sándor Erdős wurde 1970 in Ankara und 1971 in Wien mit der Mannschaft Weltmeister. 1973 belegte er mit ihr in Göteborg den zweiten Rang sowie 1974 in Grenoble und 1975 in Budapest jeweils den dritten Rang. Zweimal nahm er an Olympischen Spielen teil: bei den Olympischen Spielen 1972 in München zog er mit der ungarischen Equipe ins Gefecht um die Goldmedaille ein und wurde dank eines 8:4-Erfolgs über die Schweiz mit Csaba Fenyvesi, Győző Kulcsár, István Osztrics und Pál Schmitt somit Olympiasieger. 1976 verpasste er in Montreal mit der Mannschaft als Vierter knapp einen weiteren Medaillengewinn. Erdős gehörte zudem zur Florett-Equipe, mit der er die Mannschaftskonkurrenz auf dem siebten Rang abschloss. Neunmal gewann Erdős die ungarischen Meisterschaften mit der Mannschaft sowie 1969 auch einmal im Einzel.